# 基輔電視塔
基輔電視塔（羅馬化：Televiziyna vezha）是位於烏克蘭首都基輔的一座電視塔，高385公尺，1968年7月30日開始建造工程，於1973年竣工。現用於發送電視廣播訊號，不對外開放參觀。
基輔電視塔的設計方案本來是供莫斯科使用的，但莫斯科市政府選擇了現在莫斯科電視塔的設計。後來當基輔修建電視塔時，這個方案被重新拿出來使用。為了不超過莫斯科電視塔，設計高度被削減了30%。

## 遭俄軍襲擊
俄羅斯入侵烏克蘭期間，在2022年3月1日當地時間約下午五點許，基輔電視塔近塔底遭俄軍發射的一枚導彈襲擊，據烏克蘭內政部公佈，造成五死五傷。烏克蘭內政部長顧問安東·格拉先科指責俄羅斯軍方意圖摧毀城市內通訊；此次襲擊嚴重影響烏克蘭電視頻道的播送，在電視塔附近的娘子谷大屠殺紀念館的一座未啟用之四層高大樓亦因此受襲，起火燃燒。